# Xã Stokes, Quận Logan, Ohio
Xã Stokes (tiếng Anh: Stokes Township) là một xã thuộc quận Logan, tiểu bang Ohio, Hoa Kỳ. Năm 2010, dân số của xã này là 4.613 người.